# Esben Hovgaard
Esben Hovgaard (* 28. Oktober 1982 in Haderslev) ist ein dänischer Triathlet.

## Werdegang
Esben Hovgaard startet im Triathlon auf der Mittel- und Langdistanz.
Im Oktober 2010 gewann er den TriStar 222 auf Sardinien.
Im November 2012 wurde er Achter bei der Weltmeisterschaft auf der Triathlon-Langdistanz (4 km Schwimmen, 120 km Radfahren und 30 km Laufen).
Er lebt in Kopenhagen.

## Sportliche Erfolge
| Datum/Jahr    | Rang | Wettbewerb           | Austragungsort | Zeit     | Bemerkung                                         |
| ------------- | ---- | -------------------- | -------------- | -------- | ------------------------------------------------- |
| 23. Juni 2013 | 3    | Challenge Aarhus     | Aarhus         | 04:09:09 | Dritter auf der Halbdistanz                       |
| 17. Apr. 2011 | 4    | TriStar111 Mallorca  | Portocolom     | 03:43:40 | 1 km Schwimmen, 100 km Radfahren und 10 km Laufen |
| 6. Sep. 2009  | 3    | Cologne Classic      | Köln           | 04:04:56 | Dritter auf der Mitteldistanz                     |
| 24. Mai 2008  | 13   | Ironman 70.3 Austria | St. Pölten     | 04:04:13 |                                                   |

| Datum/Jahr   | Rang | Wettbewerb                                      | Austragungsort    | Zeit     | Bemerkung                                                                                           |
| ------------ | ---- | ----------------------------------------------- | ----------------- | -------- | --------------------------------------------------------------------------------------------------- |
| 5. Nov. 2011 | 8    | ITU Triathlon Long Distance World Championships | Henderson         | 05:16:49 | Weltmeisterschaft auf der Triathlon-Langdistanz (4 km Schwimmen, 120 km Radfahren und 30 km Laufen) |
| 21. Mai 2011 | 3    | Ironman Lanzarote                               | Puerto del Carmen | 08:54:37 | [ 2 ]                                                                                               |
| 6. Nov. 2010 | 8    | Ironman Florida                                 | Panama City       | 08:31:29 | |
| 3. Okt. 2010 | 1    | TriStar 222 Sardinia                            | Sardinien         | 07:26:43 | Sieger auf Sardinien (2 km Schwimmen, 200 km Radfahren und 20 km Laufen)                            |

(DNF – Did Not Finish)